# Scouleriales
Scouleriales é uma ordem de musgos pertencentes à subclasse Dicranidae.